# Mer de la Coopération
La mer de la Coopération, ou mer de l'Entente anciennement mer de Mackenzie, est une mer de l’océan Indien située près de l'Antarctique. Elle est située entre la mer des Cosmonautes (à l'ouest) et la mer de Davis (à l'est). Au sud, elle baigne la côte de la Terre de la Princesse-Élisabeth.